# Нары (хребет)
Нары́ (баш. Нәре) — один из высоких хребтов Южного Урала, находящийся в Южно-Уральском государственном заповеднике Республики Башкортостан.

## Описание
Хребет Нары расположен на границе Башкортостана и Челябинской области, на территории Белорецкого района, между реками Тюльмень и Малый Инзер. Протяженность хребта — 45 км, высшая его точка — скала Кашкатура (1340 метров). Субмеридионально вытянут от реки Катав до широты горы Малый Ямантау.
С юго-восточной стороны Нары граничит с горой Ямантау, с востока — с хребтом Машак. Рядом с хребтом населенных пунктов нет.

## Этимология
Существует несколько предположений происхождения названия хребта. По одной из них — «ныр», «нер» — из финно-угорского — «нос», «мыс», по второй — перевод с башкирского «нәре-нарэ» — проход.

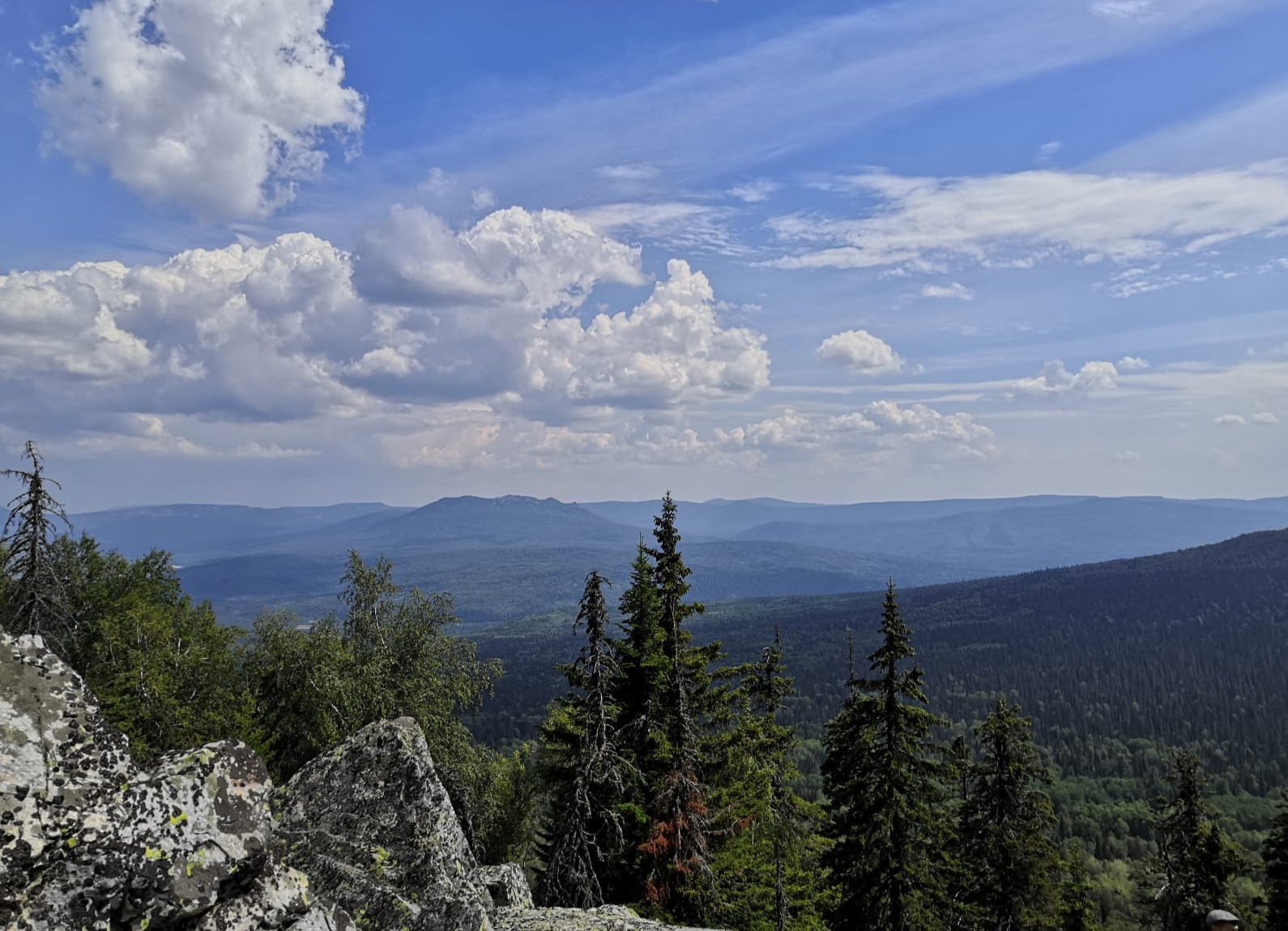
Вид с хребта Нары
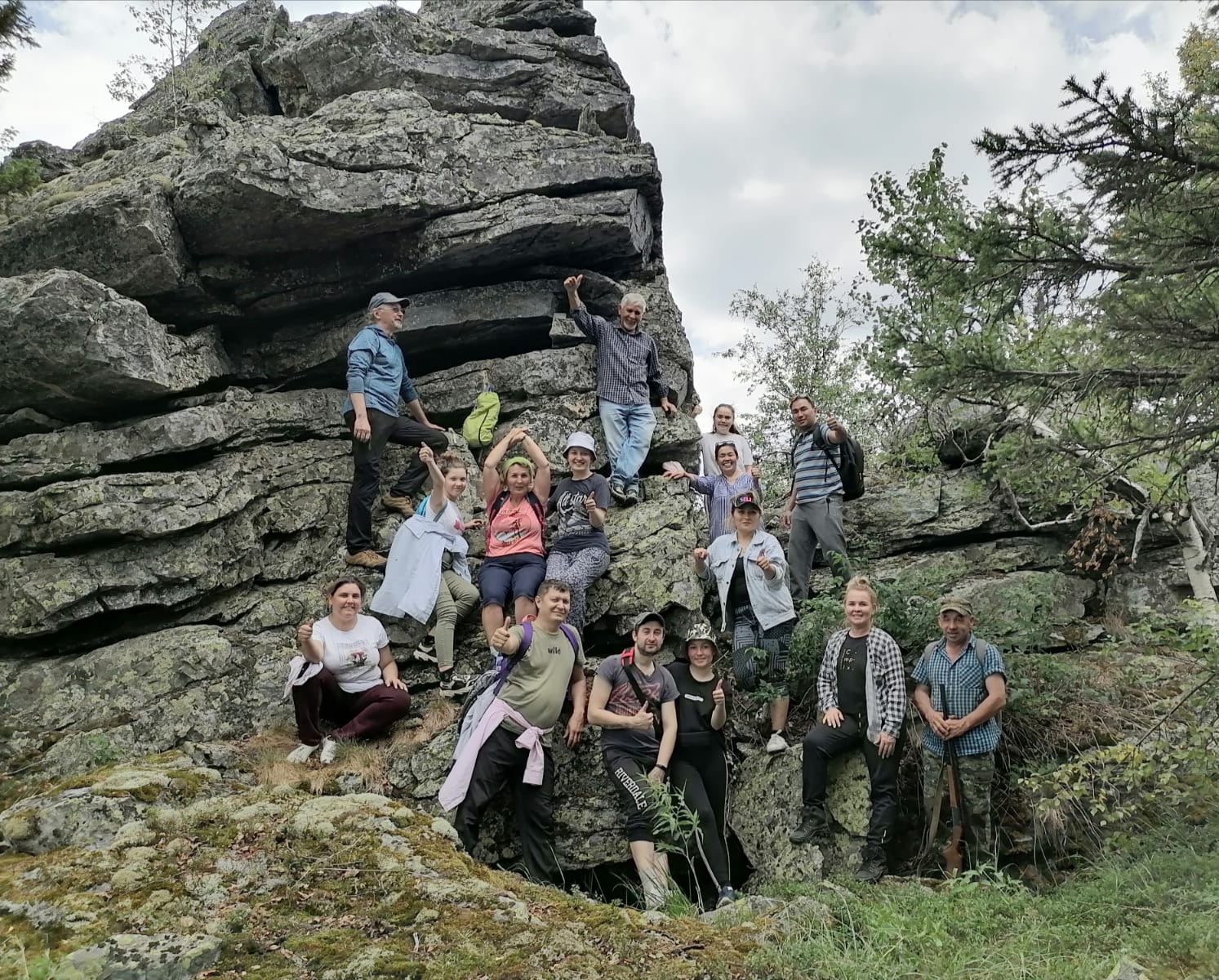
На вершине хребта. На гору можно подниматься лишь в сопровождении сотрудников Южно-Уральского заповедника